# Alpha Ophiuchi
Désignations
Alpha Ophiuchi (en abrégé α Oph), également nommée Rasalhague, est l'étoile la plus brillante de la constellation d'Ophiuchus. Sa magnitude apparente est de 2,08. Son étude détaillée révèle qu'il s'agit en fait d'une étoile binaire, dont la composante primaire est une étoile type A qui tourne rapidement sur elle-même, tandis que son compagnon est une naine de type K. D'après la mesure de sa parallaxe annuelle par le satellite Hipparcos, le système est situé à environ ∼ 49 a.l. (∼ 15 pc) de la Terre.

## Nomenclature
α Ophiuchi, latinisé Alpha Ophiuchi, est la désignation de Bayer de l'étoile. Elle porte également la désignation de Flamsteed de 55 Ophiuchi.
Elle porte le nom traditionnel de Rasalhague, ou Ras Alhague, issu de l'arabe رأس الحية (raʾs al-ḥayyah) et signifiant « la tête du charmeur de serpent ». Le nom de Rasalhague a été officialisé par l'Union astronomique internationale (UAI) en juillet 2016 dans le cadre de son groupe de travail sur les noms d'étoiles. Le nom a formellement été attribué uniquement à l'étoile primaire du système, soit α Ophiuchi A.
En astronomie chinoise, l'étoile porte le nom de Hou, représentant un astrologue assistant un empereur, Dizuo (qui est α Herculis / Rasalgethi).

## Propriétés
Alpha Ophiuchi est une étoile binaire avec une période orbitale de 8,62 ans et une excentricité très élevée de 0,94. Les paramètres orbitaux du système étaient mal connus jusqu'en 2011, où des observations utilisant l'optique adaptative ont permis de mieux caractériser son orbite, et ont également permis de déterminer les masses individuelles de ses deux étoiles. Ces éléments orbitaux ont encore été améliorés dans une étude parue en 2021. La composante primaire, désignée Alpha Ophiuchi A, est environ 2,2 fois plus massive que le Soleil, tandis que la composante secondaire, Alpha Ophiuchi B, ne fait que 82 % la masse du Soleil. Les autres méthodes utilisées pour déterminer la masse de l'étoile primaire ont donné divers résultats allant de seulement 1,92-2,10 masses solaires, jusqu'à 2,84, voire 4,8 masses solaires. Lorsque la paire passe au périastre, comme par exemple vers le 19 avril 2012, elles ne présentent qu'une séparation de 50 millisecondes d'arc.
Alpha Ophiuchi A est classée comme une étoile sous-géante blanche de type spectral A5IVnn, ce qui indique qu'elle a commencé à évoluer hors de la séquence principale. Elle est environ 31 fois plus lumineuse que le Soleil et elle est estimée être âgée de 770 millions d'années. La masse de Alpha Ophiuchi B suggère un type spectral compris entre K5V et K7V, ce qui en fait une étoile de type K de la séquence principale qui génère son énergie par la fusion de l'hydrogène dans son noyau.
Le spectre de Alpha Ophiuchi montre des raies d'absorption inhabituellement marquées du calcium ionisé une fois (Ca II). Cependant, cette caractéristique est probablement produite par le milieu interstellaire situé entre la Terre et l'étoile, plutôt que par l'étoile elle-même ou par une éventuelle poussière circumstellaire.

### Rotation

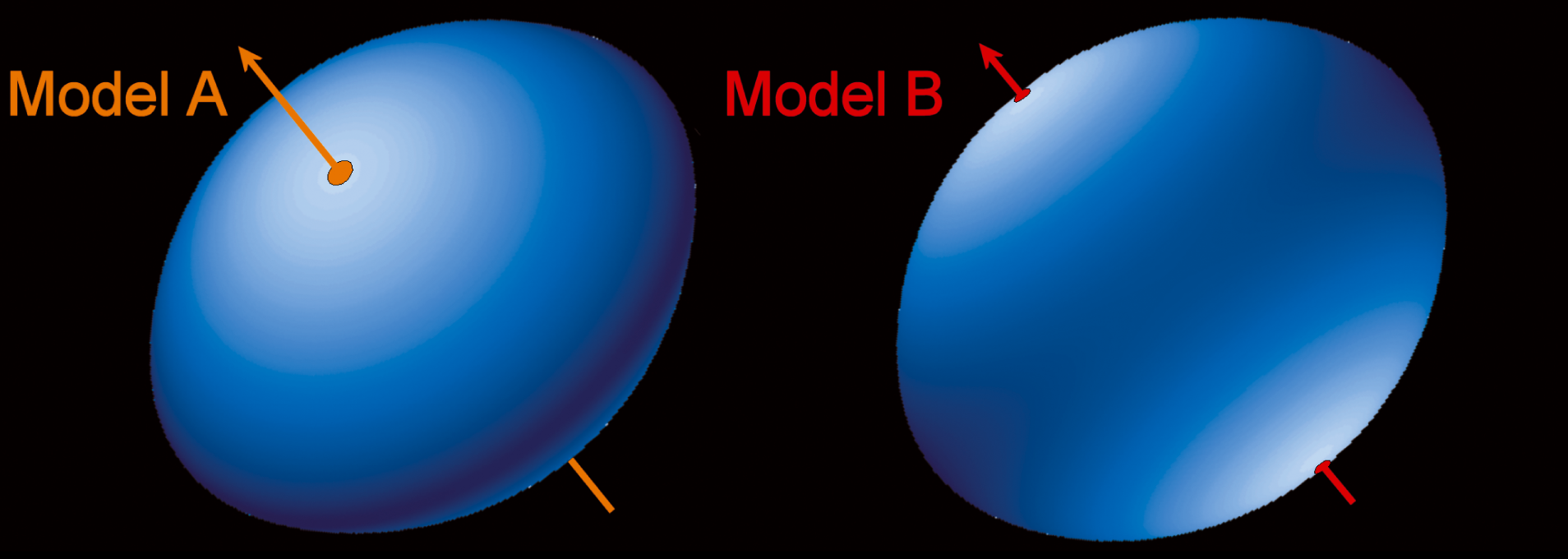
Schéma d'une étoile à rotation rapide, montrant comment elle est déformée selon une forme aplatie, créant un bourrelet à l'équateur et une température plus élevée aux pôles.

Comme beaucoup d'étoiles de type A, Alpha Ophiuchi A tourne rapidement sur elle-même, montrant une vitesse de rotation projetée de 239 km/s. Cela correspond à 88,5 % de la vitesse critique au-delà de laquelle l'étoile serait détruite. Cela lui donne une forme aplatie avec un rayon équatorial qui est environ 20 % plus grand que le rayon polaire. Le rayon équatorial calculé est de 2,858 R☉, tandis que le rayon polaire calculé est de 2,388 R☉.
En raison de cette aplatissement et de cette rotation rapide, la gravité de surface de l'étoile est plus élevée à l'équateur qu'aux pôles. Un effet connu comme l'obscurcissement par gravité (gravity darkening) fait que sa température de surface est également plus faible à l'équateur qu'aux pôles. Sa température équatoriale calculée est ainsi de 7 569 K, tandis que sa température polaire est de 9 384 K.
L'énergie rayonnée par une étoile à forme ellipsoïdale est plus élevée le long de son axe de rotation en raison d'une aire projetée plus grande et de la loi de Stefan-Boltzmann. L'axe de rotation de Alpha Ophiuchi est incliné d'environ 87,7 ± 0,4° par rapport à la ligne de visée de la Terre, et elle est donc observée quasiment par l'équateur. Cela indique que sa vitesse de rotation réelle est proche de sa vitesse de rotation projetée (minimale) v sin i de 239 km/s, et il lui faut seulement 0,61 jour (14,5 heures) pour compléter une rotation. La luminosité bolométrique vue sous cet angle est de 25,6 L☉, mais sa luminosité réelle est prédite comme étant de 31,3 L☉. Étant donné que la température effective d'une étoile est la température à laquelle elle produirait toute son énergie sous la forme d'un simple corps noir, sa température effective vraie de 8 336 K est sensiblement différente de la température de surface apparente, qui est de 8 047 K.

### Variabilité
Alpha Ophiuchi est répertoriée comme une étoile variable suspectée avec une possible variation comprise entre 2,02 et 2,13 en magnitude apparente. Un étude détaillée de l'étoile utilisant les données du satellite canadien MOST a révélé qu'elle présentait des pulsations à la fois sur le mode p et sur le mode g, ce qui en fait un pulsateur hybride de type Delta Scuti (δ Sct) et de type Gamma Doradus (γ Dor),. Il s'agit d'une variable avec une faible amplitude de 0,006 magnitude, et sont la principale période de variation est 0,053 57 jour (77,14 min) pour les variations de type δ Sct, et de 0,585 0 jour ainsi que de 0,573 9 jour pour les variations de type γ Dor. En tout, 57 modes de pulsation différents ont été identifiés.